# El Nayar
El Nayar là một đô thị thuộc bang Nayarit, Mexico. Năm 2005, dân số của đô thị này là 30551 người.